# Ingrediente

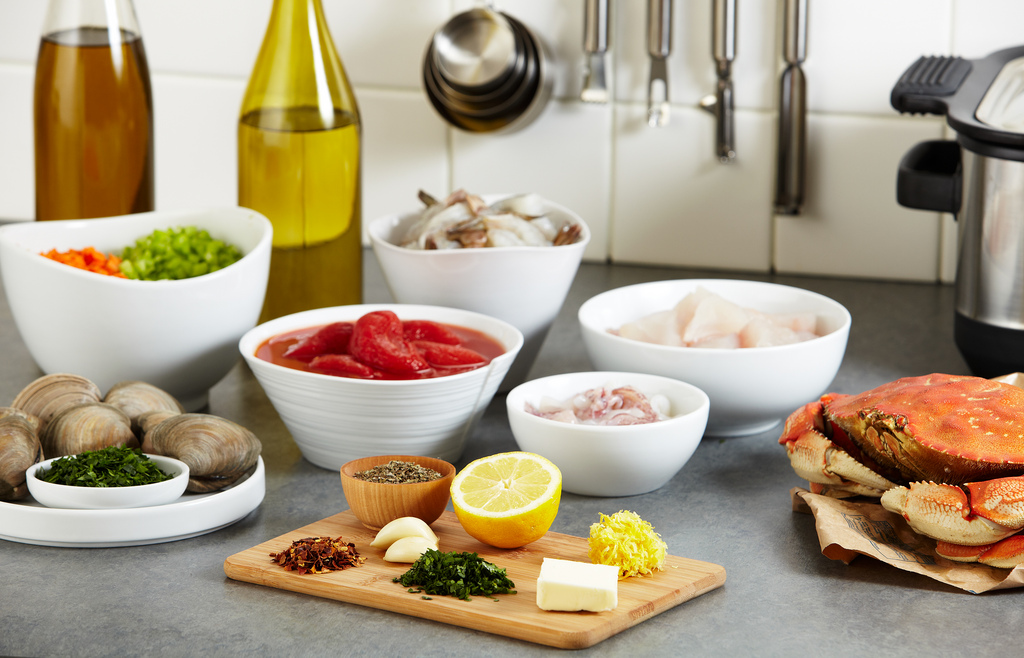
Gli ingredienti per il cioppino

Si chiama comunemente ingrediente (dal latino ingrediens, entrare in, incorporarsi) ciascuna delle sostanze o oggetti che vanno mescolati o aggiunti seguendo un particolare ordine al fine di ottenere una portata unica; si fa uso di questo termine soprattutto in gastronomia, malgrado non manchino altri differenti casi (ad esempio in chimica e in farmaceutica).

## La normativa sugli ingredienti[2]
Ogni azienda è tenuta, onde preservare la salute dei suoi clienti, ad elencare gli ingredienti che compongono l'oggetto che essa produce: su ogni bibita deve, infatti, essere presente un'etichetta che riporti la quantità di tutti gli ingredienti che compongono il liquido, e la stessa cosa deve essere fatta con le medicine (lì in particolare deve essere evidenziato l'ingrediente attivo, ovvero quello che fa ottenere l'effetto desiderato). L'elenco degli ingredienti presenti sull'etichetta deve oltretutto seguire la regola dell'ordine discendente, secondo la quale le sostanze ingredienti elencate vanno scritte in ordine decrescente di peso.